# Russell (Manitoba)
Pour les articles homonymes, voir Russell.
Russell est une ville du Manitoba, entourée par la municipalité rurale de Russell. La population de Russell s'établit en 2011 à 1 611 personnes. La ville est localisée à 15 km de la frontière avec la Saskatchewan et à 340 km au nord-ouest de Winnipeg.

## Personnalités
- Red Dutton, joueur de hochey, membre du Temple de la renommée de la LNH
- Theoren Fleury, joueur de hockey professionnel
- Jon Montgomery, athlète olympique, médaillé d'or au skeleton en 2010
- Charles Arkoll Boulton, Lieutenant-colonel durant la rébellion du Nord-Ouest
- Kerri Buchberger, joueuse de volleyball au Olympique en 1996

## Démographie
| 2001  | 2006  | 2011  | 2016  |
| ----- | ----- | ----- | ----- |
| 1 587 | 1 428 | 1 371 | 1 395 |

## Référence
- (en) Cet article est partiellement ou en totalité issu de l’article de Wikipédia en anglais intitulé « Russell, Manitoba » (voir la liste des auteurs).

1. ↑  « Statistique Canada - Profils des communautés de 2006 -    Russell » (consulté le 6 juin 2020)
2. ↑  « Statistique Canada - Profils des communautés de 2016 -   Russell » (consulté le 3 juin 2020)